# Oxysychus grandis
Oxysychus grandis är en stekelart som beskrevs av Yang 1996. Oxysychus grandis ingår i släktet Oxysychus och familjen puppglanssteklar. Inga underarter finns listade i Catalogue of Life.